# Rebecca Forstadt
Rebecca Lynn Olkowski (nacida el 16 de diciembre de 1953 en Denver, Colorado), más conocida por su nombre de soltera, Rebecca Forstadt, es una actriz de voz estadounidense que ha alcanzado la fama por doblar voces de chicas en series de anime. También se la conoce como Reba West y Becky Olkowski.
Tras estudiar teatro en el Orange Coast College, en Costa Mesa, California, Forstadt comenzó su carrera de actriz en el teatro Bird Cage del Knott's Berry Farm representando melodramas, a menudo como damisela en apuros. Más tarde se trasladó a Hollywood, donde trabajó como encargada de vestuario en series de televisión como The White Shadow y Hill Street Blues, además de en la película S.O.B. También pasó varios años actuando en teatros del área de Los Ángeles. 
Alcanzó cierto reconocimiento al interpretar a Josette en el estreno de la obra Tales for People under 3 years of age de Eugène Ionesco en el Stage Theatre Center en 1982. Participó en varias películas de bajo presupuesto como Mugsy's Girls, con Ruth Gordon y Laura Branigan, y Round Numbers, con Kate Mulgrew y Samantha Eggar. También actuó como actriz televisiva en Hill Street Blues, St. Elsewhere y L. A. Law.
Su carrera como actriz de voz comenzó cuando obtuvo el papel de Lynn Minmay en la versión estadounidense de Robotech, un popular anime de la década de 1980. Además grabó las canciones que Minmei interpreta a lo largo de los episodios de la serie; canciones como We will win, que canta mientras se realiza la última gran batalla contra los Zentraedi, y To be in love son las más conocidas entre los fanáticos de Robotech.
Desde entonces, ha dado su voz a docenas de personajes de anime o dibujos animados, así como también en espectáculos mixtos (con dibujos y escenas reales), como por ejemplo Masked Rider y Power Rangers Time Force. Asimismo, ha trabajado en comerciales y en la radio y ha realizado voces de fondo para películas como Antz, Dr. Dolittle y Santa Cláusula.